# 다동길 (서울)
다동길(茶洞길, Dadong-gil)은 서울특별시 중구 무교동 12-1에서 다동 88까지를 잇는 도로이다. 도로명은 법정동 다동에서 유래하였다.

## 연혁
- 2010년 5월 20일: 도로명 주소 고시

## 주요 경유지
서울특별시
- 중구 (무교동 - 다동)

## 노선
| 교차로 | 접속 노선 | 소재지 | 소재지 | 비고             |
| ------ | --------- | ------ | ------ | ---------------- |
|        | 무교로    | 중구   | 명동   | 교차로 이름 없음 |
|        | 남대문로  | 중구   | 명동   | 교차로 이름 없음 |